# Olšovany
Olšovany (v minulosti Olšovjany, Oľšoviany, maďarsky Ósva) jsou obec na Slovensku v okrese Košice-okolí. První písemná zmínka o obci pochází z roku 1282. V obci žije 680 obyvatel. Olšovany se nachází v nadmořské výšce 230 metrů a rozloha katastrálního území obce činí 9,98 km². 
Obec se nachází 12 kilometrů východně od Košic. 

## Památky
- Římskokatolický kostel sv. Petra a Pavla, jednolodní barokní stavba z roku 1748. Stojí na místě starší středověké stavby.[3]